# Purson

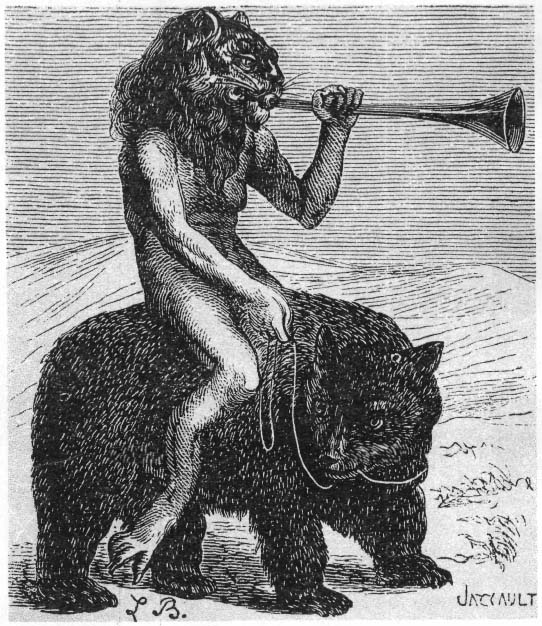
Purson (Collin de Plancy «Dictionnaire infernal», Paris, 1863).

Purson, Pursan ou Curson est un démon issu des croyances de la goétie, science occulte de l'invocation d'entités démoniaques.
Le Lemegeton le mentionne en 20e position de sa liste de démons tandis que la Pseudomonarchia daemonum le mentionne en 11e position.
Grand roi de l'enfer, il commande vingt-deux légions. Il prend l'apparence d'un homme à tête de lion et tient dans sa main une couleuvre furieuse. Il monte un ours et est continuellement précédé du son de la trompette.
Il connait le présent, le passé, l'avenir ainsi que les choses cachées comme les trésors,.

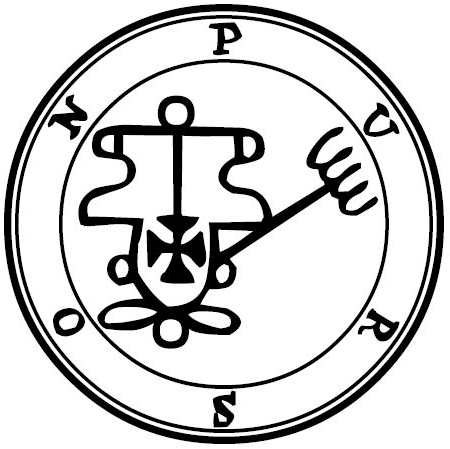
Le sceau de Purson selon Mathers.